# Abraham Bredius
Abraham Bredius (Amszterdam, Hollandia 1855. április 18. – Monaco, 1946. március 13.) holland műgyűjtő, a Mauritshuis igazgatója és a történelmi archívum tudományos kutatója volt. Híres Rembrandt-szakértő volt, emellett Vermeer képeinek is kiváló ismerője volt.

## Élete
Bredius 1855-ben született Amszterdamban. Apja egy lőporgyártó cég igazgatója volt. Fia sosem kívánta folytatni ezt az üzletet, a művészetek felé fordult. Először zongorista akart lenni, de miután rájött, hogy ezen a téren nem képes kimagaslót alkotni, a vizuális művészet felé fordult. Apja tanácsára európai művészeti körutat tett, meglátogatta a nagyobb múzeumokat. Így került kapcsolatba Wilhelm von Bodéval, a berlini múzeum későbbi igazgatójával. Az ő javaslatára az akkor még alig ismert 17. századi holland művészet kutatásával kezdett el foglalkozni. Ezen a téren nem létezett oktatás Hollandiában 1907-ig, így. 1876–1878 között különböző gyűjteményeket keresett fel. 1879-ben publikálta első cikkét Mihály arkangyalról a Gargano-hegyen a de Nederlandse Spectator magazinban, majd még négy cikket írt abban az évben.
1880-ban indult be Bredius múzeumi karrierje. Nyolc évig a hágai Történelmi és művészeti múzeum igazgatóhelyettese volt. 1885-ben ez a múzeum egybeolvadt a Rijksmuseummal. 1889-ben a Mauritshuis igazgatója lett, ezt a hivatalát 1909-ig töltötte be. azalatt a húsz év alatt Bredisu nagy munkát végzett: Hofstede de Groottal együtt egy új katalógust állítottak össze a múzeum számára, átvizsgálták a raktárat és újradíszítették a múzeumot. Ezek után a látogatók száma megugrott. Emellett 125 új festmény került a gyűjteménybe. Összehasonlításként az 1831–1889 közötti időszakban csak 9 kép került a gyűjteménybe. Bredius a Rembrandt Társaság tagja volt 1888-tól.
Bredius nyugalmazása után Monacóban kapott tiszteletbeli hivatalt, amit nagyon is komolyan kezelt. 1922-ben Monacóba költözött. Nem vitte magával a gyűjteményét, félt, hogy az ottani klíma tönkreteheti. Eladta prinsegrachti házát, gyűjteményét bérbe adta. Minden évben három hónapra tért csak haza Hollandiába. 1927-ben kiadott egy könyvet Jan Steelről, majd 1935-ben egyet Rembrandtról. 1946-ban hunyt el, bérbe adott gyűjteményét a Mauritshuis örökölte meg.